# Виленский уезд
Ви́ленский уе́зд (бел. Віленскі павет, лит. Vilniaus apskritis, пол. Powiat wileński) — административная единица в составе Виленской, Литовской и Литовско-Виленской губерний России, существовавшая в 1795—1920 годах.
Центр административной единицы — уездный город Вильна (совр. Вильнюс).

## История
Виленский уезд в составе Виленской губернии Российской империи был образован в 1795 году на территории, отошедшей к России в результате 3-го раздела Речи Посполитой. В другом источнике указано что 8 августа 1796 года, Виленская губерния (в Высочайшем указе она названа наместничеством) разделена на 11 уездов: Виленский, Завилейский, Трокский, Браславский, Ошмянский, Ковенский, Упитский (или Поневежский), Вилькомирский, Тельшевский, Россиенский и Шавельский. В 1797 году уезд вошёл в состав Литовской губернии, в 1801 — в состав Литовско-Виленской (с 1840 года — Виленской). В 1920 году уезд отошёл к Литве, но вскоре был захвачен Польшей. В другом источнике указано что в составе Союза ССР остался только небольшой отрезок бывшего Вилейского уезда (8 % его площади), вошедший в Минский округ БССР.

## Население
В 1889 году, всех жителей в уезде (за исключением города Вильны) было 186 072 человек обоего полу.
По данным переписи 1897 года в уезде проживало 363,3 тыс. чел. В том числе:
- белорусы — 25,8 %,
- евреи — 21,3 %,
- литовцы — 20,9 %,
- поляки — 20,1 %,
- русские — 10,4 %,
- немцы — 0,8 %,
- татары — 0,2 %,
- украинцы — 0,2 %,
- латыши и представители других национальностей — 0,1 %.

В уездном городе Вильне проживало 154 532 человек.

## Административное деление
На окончание XIX столетия, в административном отношении, уезд разделялся на два посреднических участка и на 18 волостей.
В 1890 году в состав уезда входило 18 волостей:
| № п/п | Волость       | Волостное правление      | Число селений | Население |
| ----- | ------------- | ------------------------ | ------------- | --------- |
| 1     | Быстрицкая    | местечко Быстрица        | 193           | 6986      |
| 2     | Ворнянская    | местечко Ворняны         | 150           | 14245     |
| 3     | Гедройцкая    | местечко Гедройцы        | 189           | 10286     |
| 4     | Гелванская    | местечко Гелваны         | 139           | 6428      |
| 5     | Ильинская     | село Ильино              | 122           | 10342     |
| 6     | Малятская     | местечко Маляты          | 291           | 10528     |
| 7     | Мейшагольская | местечко Майшагола       | 242           | 9120      |
| 8     | Мицкунская    | местечко Мицкуны         | 125           | 8945      |
| 9     | Мусникская    | местечко Мусники         | 151           | 6368      |
| 10    | Неменчинская  | местечко Неменчин        | 147           | 8842      |
| 11    | Подберезская  | местечко Подберезье      | 220           | 6075      |
| 12    | Рудоминская   | местечко Рудомино        | 167           | 7262      |
| 13    | Рукойнская    | местечко Рукойни         | 103           | 6025      |
| 14    | Решанская     | местечко Реша            | 147           | 6372      |
| 15    | Солечникская  | местечко Малые Солечники | 184           | 6760      |
| 16    | Ширвинтская   | местечко Ширвинты        | 213           | 9605      |
| 17    | Шумская       | местечко Шумск           | 104           | 5288      |
| 18    | Янишская      | местечко Янишки          | 172           | 7956      |

В 1913 году в уезде также было 18 волостей.

## Населённые пункты
По переписи 1897 года наиболее крупные населённые пункты уезда:
| - город Вильна - 154 532 чел.; - село Вилейка - 3350 чел.; - местечко Маляты - 2397 чел.; - местечко Ширвинты - 1864 чел.; - пригород Пески - 1740 чел.; - пригород Закрет - 1594 чел.; - пригород Солтанишки - 1440 чел.; - местечко Михалишки - 1224 чел.; | - местечко Майшагола - 920 чел.; - местечко Неменчин - 886 чел.; - местечко Подберезье - 688 чел.; - местечко Большие Солечники - 586 чел.; - местечко Гедройцы - 548 чел.; - деревня Маркуны - 529 чел.; - местечко Гелваны - 523 чел. |